# Giovan Francesco Leomporri

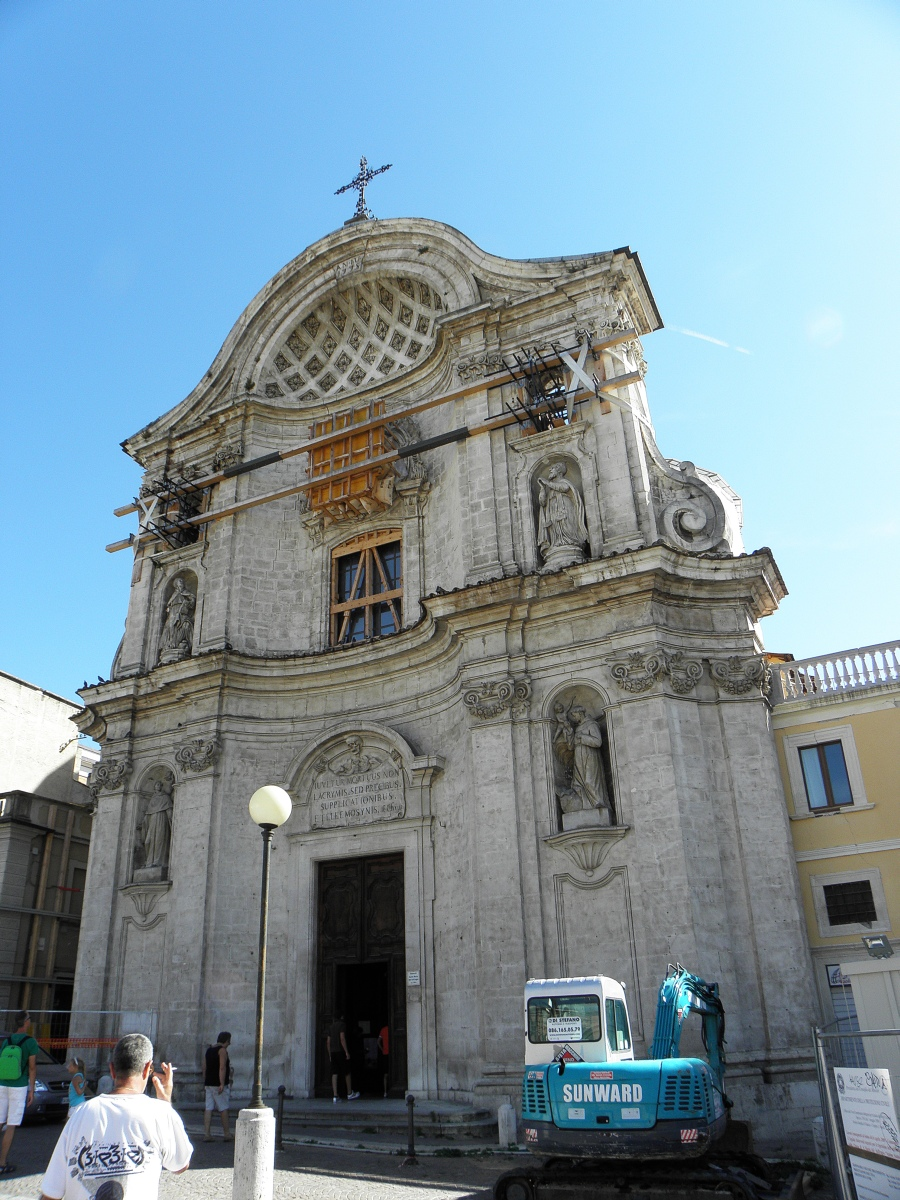
Particolare della facciata della chiesa delle Anime Sante, danneggiata dal terremoto del 2009.

Giovan Francesco Leomporri (1733 – 1803 post.) è stato un architetto e decoratore italiano.

## Biografia
Le notizie sulla sua vita sono assai scarne. Di origine milanese, si formò probabilmente a Roma e lavorò principalmente in Abruzzo, operando nella ricostruzione dell'area aquilana dopo il terremoto del 1703. Nel suo lavoro — portato avanti con altri importanti artisti del Settecento come Giovan Battista Contini, Sebastiano Cipriani e Ferdinando Fuga — mostrò uno stile riconducibile a quello del barocco romano.

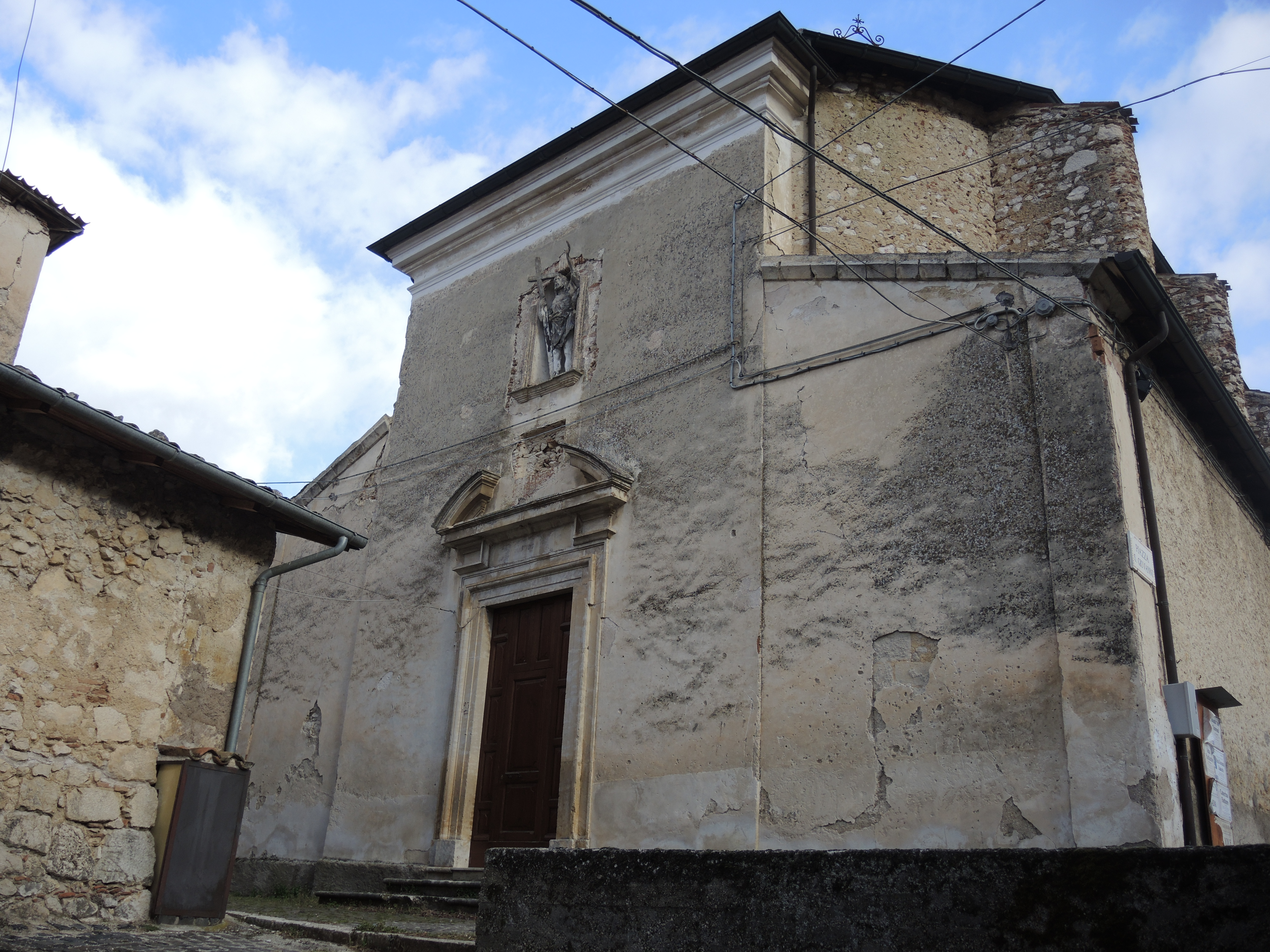
Chiesa di San Giovanni Battista, Contrada Campana di Fagnano Alto (Aq)

La sua opera più nota è il completamento della chiesa delle Anime Sante in piazza del Duomo all'Aquila. Dando seguito al progetto di Carlo Buratti e con riferimento alle romane San Marcello e Santa Maria della Maddalena, il Leomporri realizzò una caratteristica facciata concava di stampo borrominiano che costituisce uno dei simboli dell'architettura settecentesca abruzzese. L'incarico venne affidato nel 1769 e l'opera eseguita nel quinquennio successivo ad opera di maestranze lombarde. Sempre all'Aquila, nello stesso periodo, lavorò al rifacimento della chiesa dell'Addolorata.
Nel 1787 progettò la chiesa di Sant'Eusanio a Sant'Eusanio Forconese; due anni dopo realizzò la chiesa di San Giovanni Battista a Fagnano Alto.